# Garnuszewski Peak
Der Garnuszewski Peak (polnisch Szczyt Garnuszewskiego) ist ein rund 300 m hoher Nunatak auf King George Island im Archipel der Südlichen Shetlandinseln. Am Ufer der Admiralty Bay ragt er westlich des Wegger Peak auf.
Polnische Wissenschaftler benannten ihn 1980 nach der M/S Antoni Garnuszewski, dem Forschungsschiff bei drei polnischen Antarktisexpeditionen (1977–1978, 1978–1979 und 1988–1989).